# 128373 Kevinjohnson
128373 Kevinjohnson è un asteroide della fascia principale. Scoperto nel 2004, presenta un'orbita caratterizzata da un semiasse maggiore pari a 3,0014072 UA e da un'eccentricità di 0,0792857, inclinata di 12,49958° rispetto all'eclittica.